# Misak Metsarents
Misak Metsarents (en armenio: Միսաք Մեծարենց, 18 de enero de 1886; Pueblo de Pingian, Valiato de Mamuret-ul-Aziz - 5 de julio de 1908; Constantinopla, Imperio tomano) fue un destacado poeta neorromántico armenio occidental.

## Biografía
Metsarents nació como Misak Metsadourian en el pueblo Pingian de Vilayet de Kharpert, cerca de Agn. En 1894, se mudó con su familia a Sepastia, donde asistió a la Escuela Aramian. Hasta 1902 asistió al internado de Anatolia en Marzvan . De 1902 a 1905 asistió a la Escuela Central de Constantinopla. Sin embargo, la tuberculosis lo obligó a dejar sus estudios y posteriormente falleció a causa de esa enfermedad el 4 de julio de 1908, a la edad de 22 años.

## Poesía

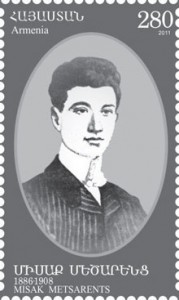
2012 sello armenio, celebrando el 125 aniversario del nacimiento de Metsarents.

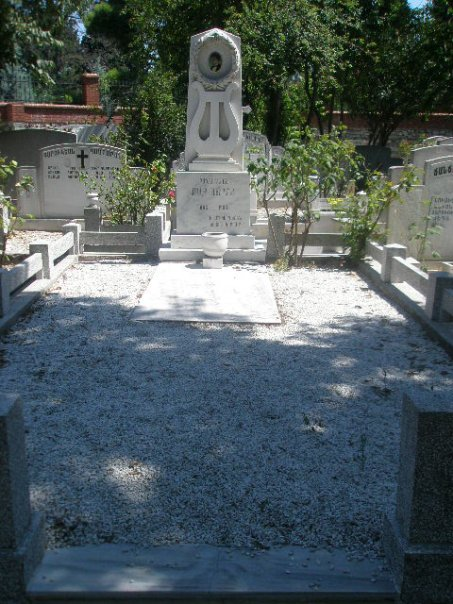
Tumba de Misak Metsarents

Comenzó a escribir a partir de 1901, con sus primeros versos publicados en 1903. También colaboró con muchas publicaciones armenias occidentales como "Masis", "Hanragitak", "Eastern Press", "Light", "Courier", "Manzumei Efkiar", "Buzandion". Gran parte de su poesía habla de la desesperación de su inevitable mortalidad.
Logró publicar dos volúmenes de poesía en vida: “Dziadzan” (Arco iris) (1907) y “Nor dagher” (1907). Fue conmemorado en 2012 con su retrato en el sello postal de Armenia.